# Aktaï
Aktaï (russe : Актай ; tchouvache : Актай) est une localité habitée de Tchouvachie, en Russie.

## Démographie
Sa population en 2018 était de 1 427 habitants.